# Anklöpfeln in Stans

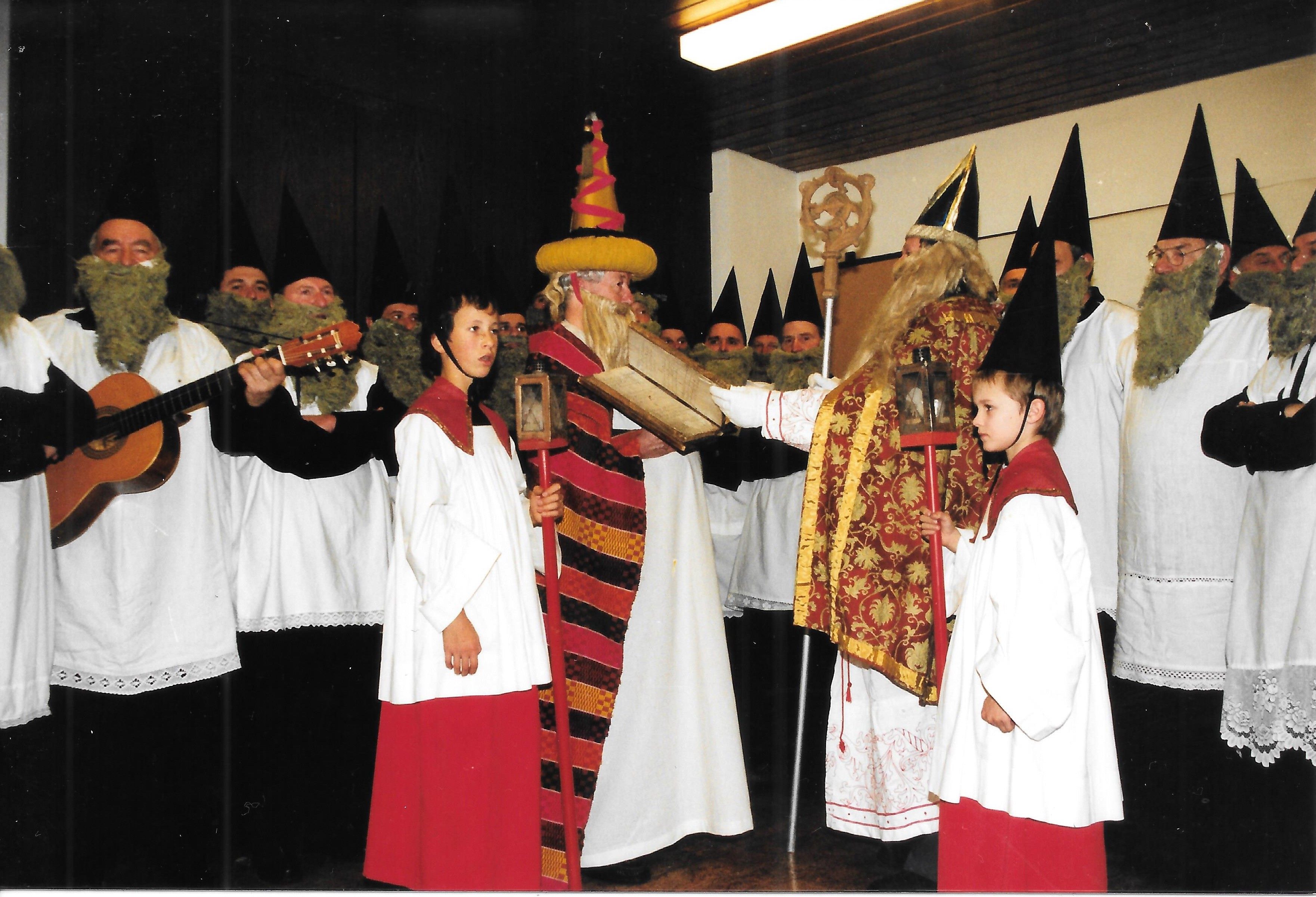

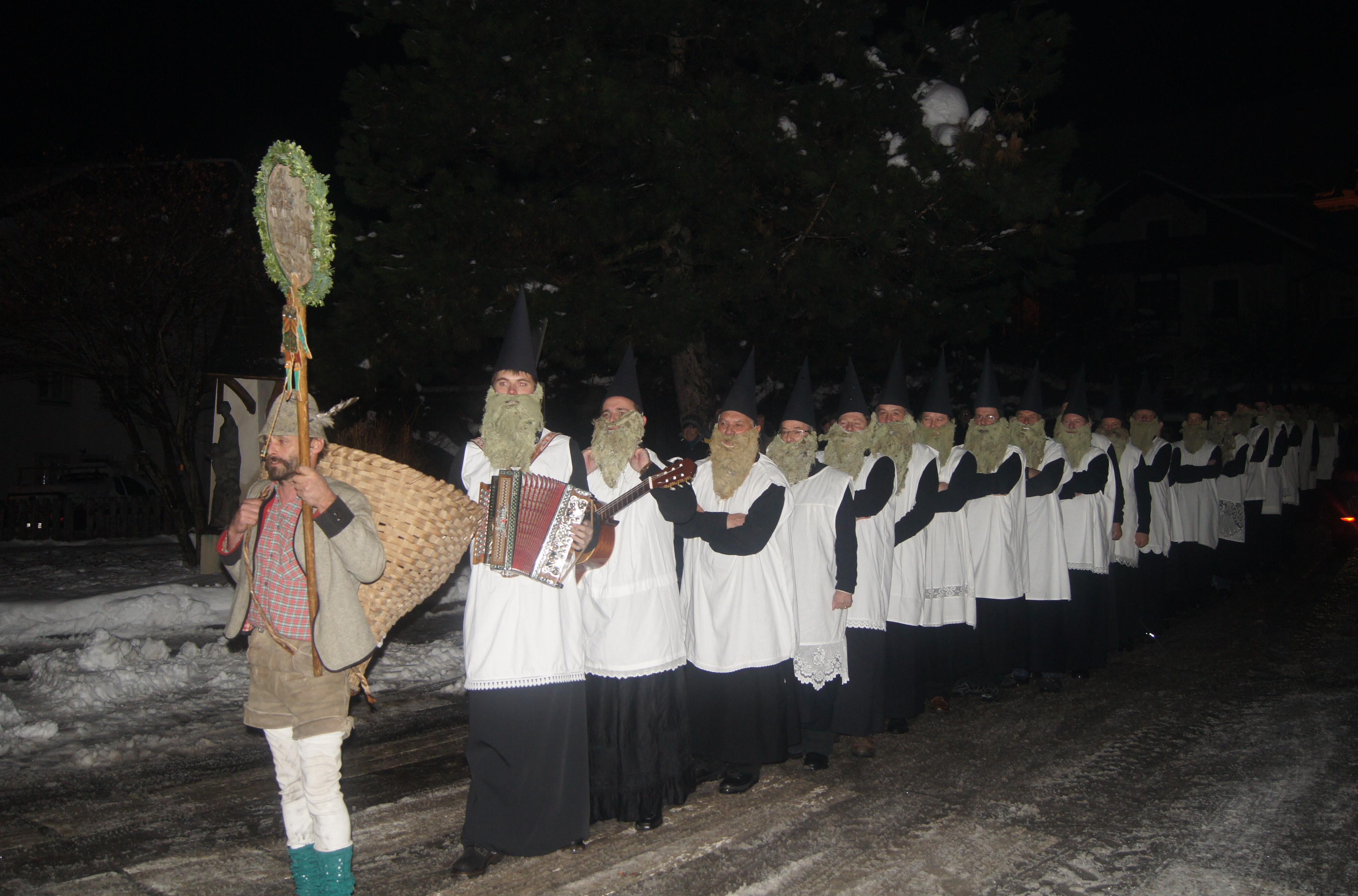

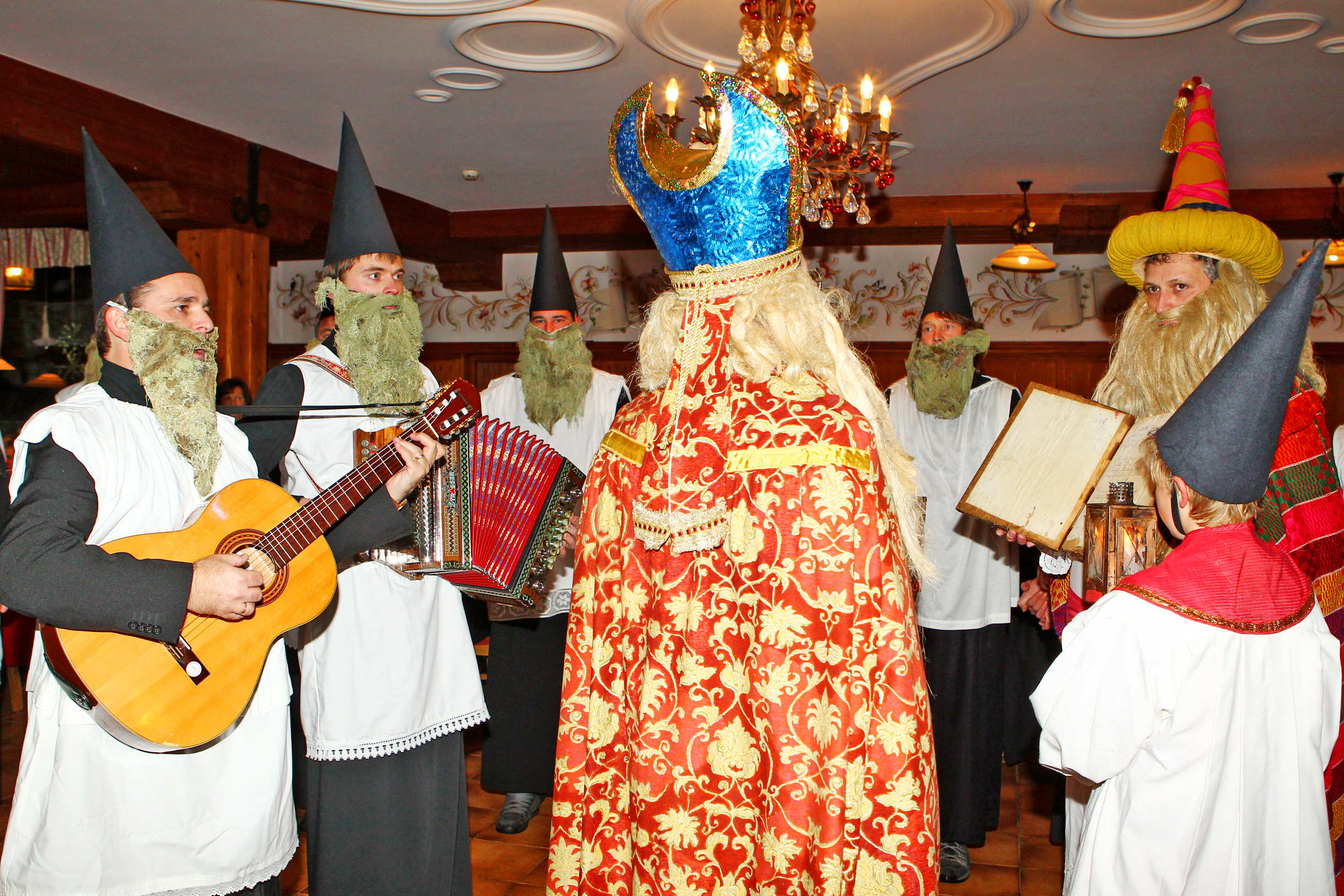

Das Anklöpfeln in Stans („Staner Anklöpfeln“) ist ein seit der Mitte des 19. Jahrhunderts überlieferter Klöpfelnachtbrauch in Stans in Österreich. Alle zehn Jahre an den Samstagen im Advent zieht eine rund 30-köpfige kostümierte Gruppe, bestehend aus einem Hohen Priester, einem Bacchus, zwei jungen Ministranten, einem Spendensammler namens Urbal und ca. 25 Leviten, prozessionsartig in bestimmte Bauernhöfe ein, die im Eingangsbereich genügend Platz bieten, sowie die Gasthäuser im Ortskern. Dort tragen sie im Kreis stehend zuerst das „Anklöpflerlied“ und danach das „Bettlerlied“ vor.
Zum Gesang wird vom Hohen Priester (zusammen mit Bacchus, den Ministranten und einem ein Rauchfass schwenkenden Leviten im Kreismittelpunkt stehend) das vom Bacchus gehaltene übergroße hölzerne Gesangbuch, das die beiden Liedtexte enthält, aufgeschlagen. Der Hohe Priester fungiert beim „Anklöpflerlied“ als Vorsänger. Die beiden Lieder im Staner Dialekt stammen wahrscheinlich vom Staner Bauern und Dichter Hans Obrist (1798–1882) und wirken wie eine Verspottung oder Auflehnung der Bevölkerung gegen die geistliche Obrigkeit (des nahegelegenen Stiftes Fiecht?) und ihre Einschränkungen des öffentlichen Bettelns. Die Texte sind satirisch und voller Bezüge zur Bibel, zum geistlichen Stand, klösterlichen Leben und zu Bräuchen und Motiven der Liebeswerbung. Der Auftritt und Gesang der Anklöpfler wird von einem Gitarristen und teilweise einem Ziehharmonikaspieler (beide im Kostüm der Leviten) begleitet. Die Leviten tanzen zu den instrumentalen Zwischenspielen des „Anklöpflerliedes“ zu einer Melodie im Mazurkarhythmus einen Reigen (mit Seitnachstellschritt je Takt). Urbal sammelt von den umstehenden Zuschauer(inne)n Geldspenden ein, die überwiegend karitativen oder kulturellen Zwecken zugeführt werden. Der Ein- und Auszug der Staner Anklöpfler, der in mehreren Details wie eine Parodie der Pontifikalämter wirkt, erfolgt in einer festgelegten Ordnung, dazu wird ein spezielles, nur in diesem Brauch vorkommendes Marschstück gespielt. Die Vorführung der Anklöpfler, die sich an einem Abend mehrmals wiederholt, dauert etwa 12 bis 14 Minuten.
Die Österreichische UNESCO-Kommission hat im Mai 2021 das Staner Anklöpfeln in das Nationale Verzeichnis des immateriellen Kulturerbes in Österreich aufgenommen.
Trotz der zehnjährigen Intervallzeiten wird deutlich, dass der Brauch eine identitätsstiftende Funktion für die Gemeinschaft hat. Das Anklöpfeln in Stans stiftet sozialen Zusammenhalt und ist Wiedererkennungsmerkmal für die betreffenden Gemeinden. Die sowohl innerfamiliäre als auch im Rahmen des öffentlichen Lebens und in den Vereinen erfolgende Weitergabe ist wichtiges Erfolgskriterium für die Erhaltung.